# Gallasové
Gallasové byli hraběcí rod pocházejícím z Tridentska (oblast v Tyrolsku dnešní severní Itálii).

## Historie

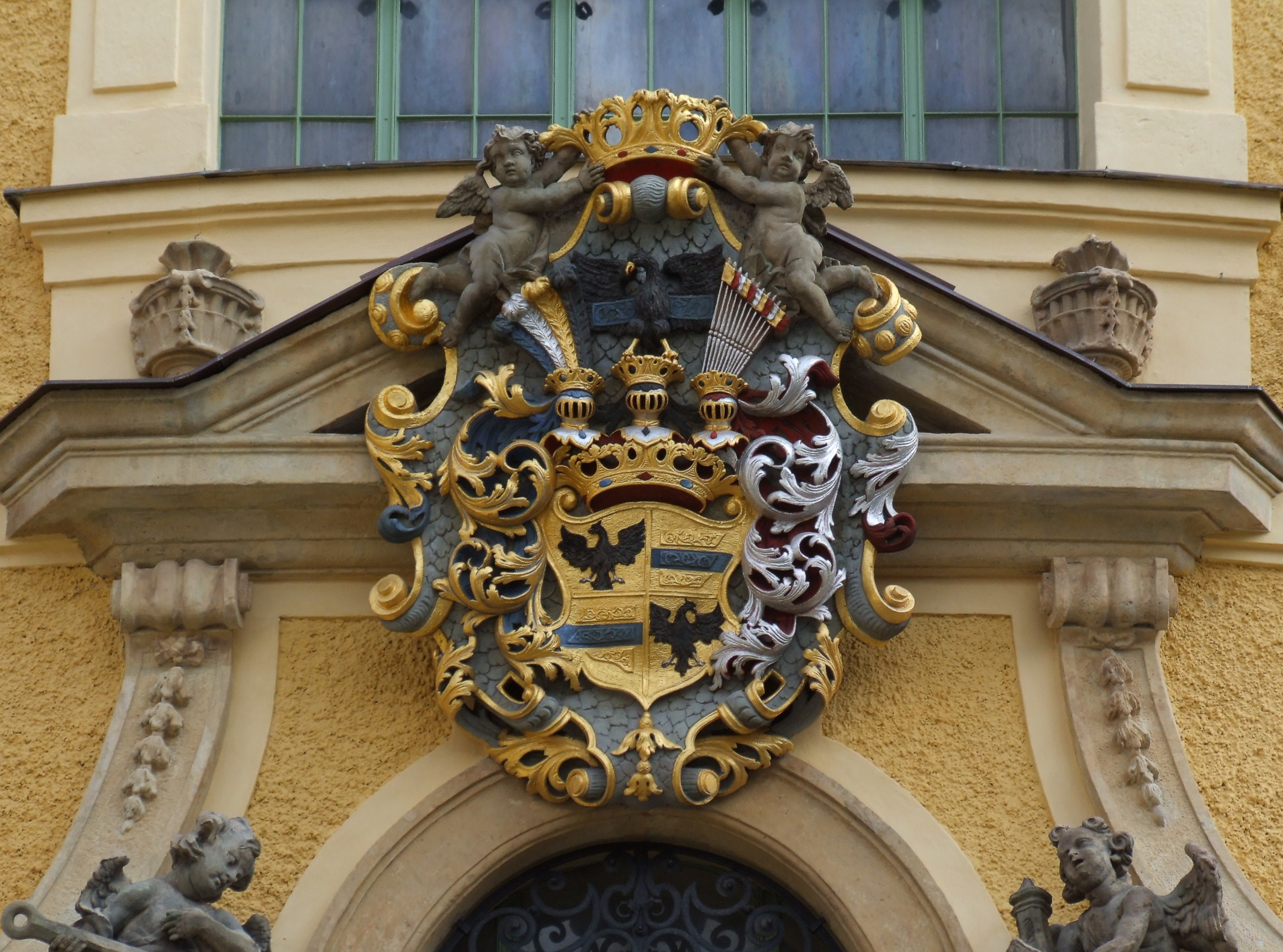
Gallasovský erb - na kostele Navštívení Panny Marie v Hejnicích

Prvním z rodu, který se v Čechách usadil, byl Matyáš z Gallasu. Ten sloužil ve vojsku Albrechta z Valdštejna a po Valdštejnově zavraždění (1634), které pomáhal zosnovat, dostal do vlastnictví jeho frýdlantské a liberecké panství.
Založil slávu a věhlas rodu v Čechách, protože se stal nejen vrchním velitelem císařských vojsk, ale od španělského a neapolského krále Filipa IV. získal v roce 1635 i titul vévody z Lucery, dědičný v mužské linii, který však rod držel mimo španělskou říši jen neoficiálně. Zřejmě nejvýznamnějším členem rodu byl Matyášův vnuk, hrabě Jan Václav z Gallasu (1671–1719), císařský velvyslanec a místokrál neapolský.
Vedle Frýdlantu, Liberce a roztroušených drobných panství, zejména ve středních a východních Čechách (Smiřice, Hořeněves, Přemyšlení, Klecany, Dolní Neděliště či Bubeneč) jim od roku 1704 patřilo také panství grabštejnské a od roku 1726 panství v okolí zámku Lemberk, které tehdy od hraběte Karla Josefa z Bredy za 291 000 zlatých rýnských odkoupil hrabě Filip Josef Gallas. Ten však roku 1757 zemřel a protože neměl žádné mužské potomky, je jeho dědičkou ustavena jeho manželka Marie Anna, hraběnka z Gallasu, rozená hraběnka Colonnová z Felsu, s tím, že po její smrti (zesnula roku 1759) přejde majetek, erb i jméno na syna její sestry Aloisie, provdané svobodné paní z Clamu, jímž byl Kristián Filip Clam. K podmínkám však navíc také patřilo, že Kristián Filip sám, jeho bratr Karel Leopold a všichni jejich potomci si ke svému jménu připojí i jméno Gallas. Kristián Filip v době úmrtí svého strýce ještě nebyl zletilý (měl 9 let), a regentství za něj vykonávala nejprve teta Marie Anna a poté, do roku 1770 jeho otec, Jan Kryštof Clam, od roku 1759 hrabě. Roku 1768 bylo spojení české větve Clamů s vymřelými Gallasy císařovnou Marií Terezií potvrzeno a vznikla tak rodová větev Clam-Gallasů.

## Významné osobnosti rodu

### Hlavy rodu
- Matyáš z Gallasu (1588–1647)
- František Ferdinand z Gallasu (1635–1697)
- Jan Václav z Gallasu (1671–1719)
- Filip Josef z Gallasu (1703–1757)

### Další členové rodu
- Antonín Pankrác z Gallasu (1638–1695)
- Filip František z Gallasu (1665–1730)
- Marie Anna z Gallasu (1702–1759)

## Majetkové poměry

### Panství a statky v Království českém
- Panství Liberec (1634-1759)
- Panství Frýdlant (1634-1759)
- Panství Grabštejn (1704-1759)
- Panství Lemberk (1726-1759)

Tato výše uvedená čtyři severočeská panství tvořila od r. 1726 nedělitelnou základnu gallasovského dominia, zděděného Clam-Gallasy
- Panství Smiřice (1636-1685)
- Panství Hořiněves (1636-1674)
- Panství Radim (okres Kolín)-Pečky (1685-1702)
- Panství Nová Ves-Mlýnice (1712-1759)
- Panství Janovice (1716-1721)
- Panství Šluknov (1716-1721)
- Panství Skřivany-Žiželice (1722-1726)
- Statek Dolní Neděliště (1668-1674)
- Statek Světí (1668-1674)
- Statek Kovanice (1668-1669)
- Statek Velké Klecany (1727-1759)
- Statek Přemyšlení (1727-1759)
- Dvůr Přední Ovenec (1754-1759)
- Palác v Praze na Starém Městě
- Dům v Praze na Novém Městě

### Statek v Hrabství Kladském
- Statek Žibřidovice (něm. Seifersdorf, dnes pol. Raszków, m. č. městečka Radków)

### Panství a statek ve Slezsku
- Panství Schräbsdorf (dnes Bobolice poblíž Frankenštejna, pol. Ząbkowic Śląskich, hlavního města Minsterberského vévodství)
- Statek Schönjohnsdorf (dnes ves Witostowice poblíž kláštera Henryków)

### Nemovitost v Rakousku
- Palác ve Vídni na Spiegelgasse, pozdější Lobkovický (1716-1724)

### Panství a majetek v Tridentském biskupství
- Palác v Trentu (dnes Thunovský) - (1642-1667)
- Panství Torre Franca (něm. Freyenthurn) - prodáno 1667
- Panství Matarello - prodáno 1667

### Majetky v Království neapolském
- Vévodství Lucera v Apulii (1635-1757)

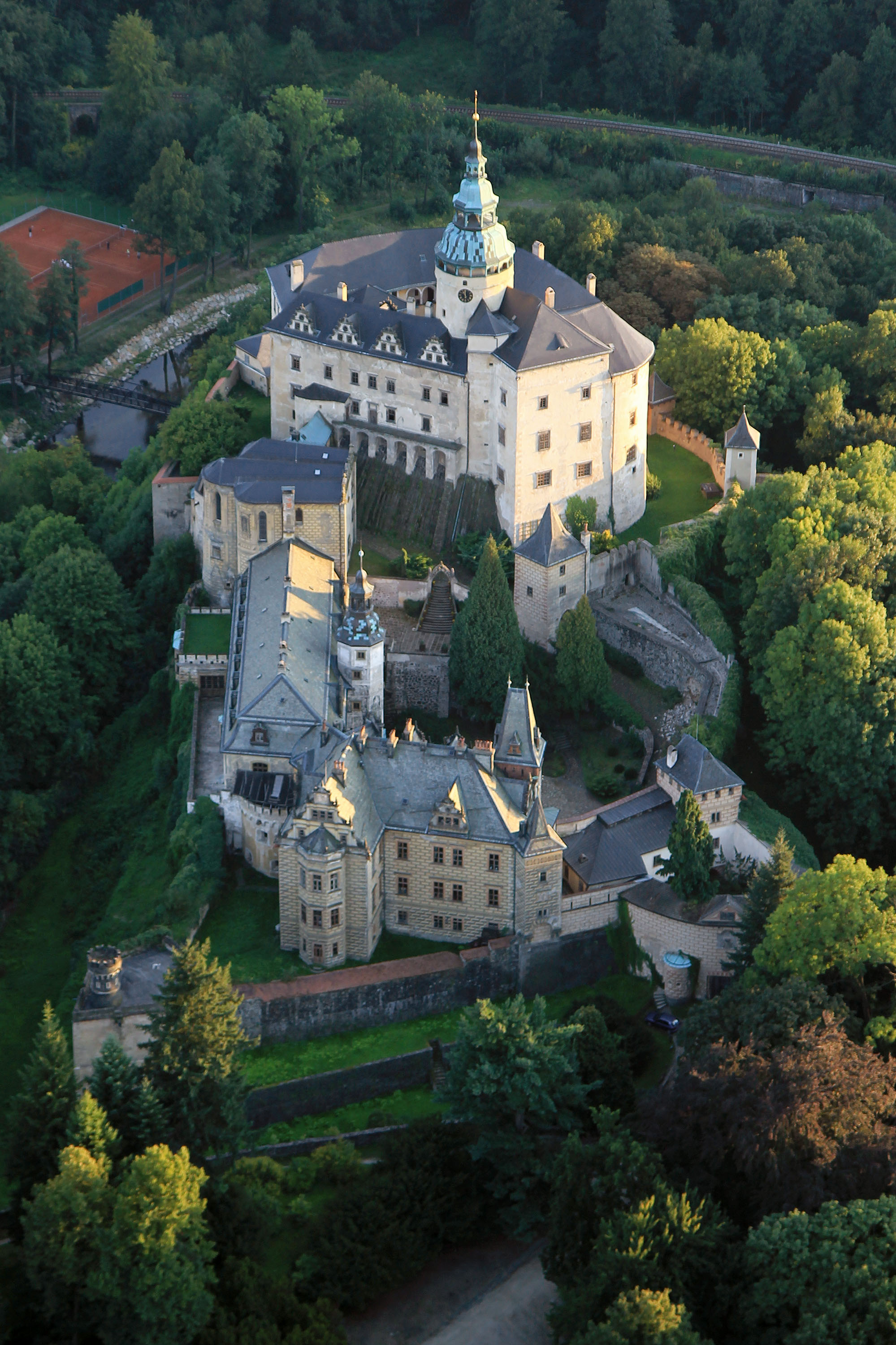
Zámek Frýdlant (v popředí) a hrad (v pozadí)
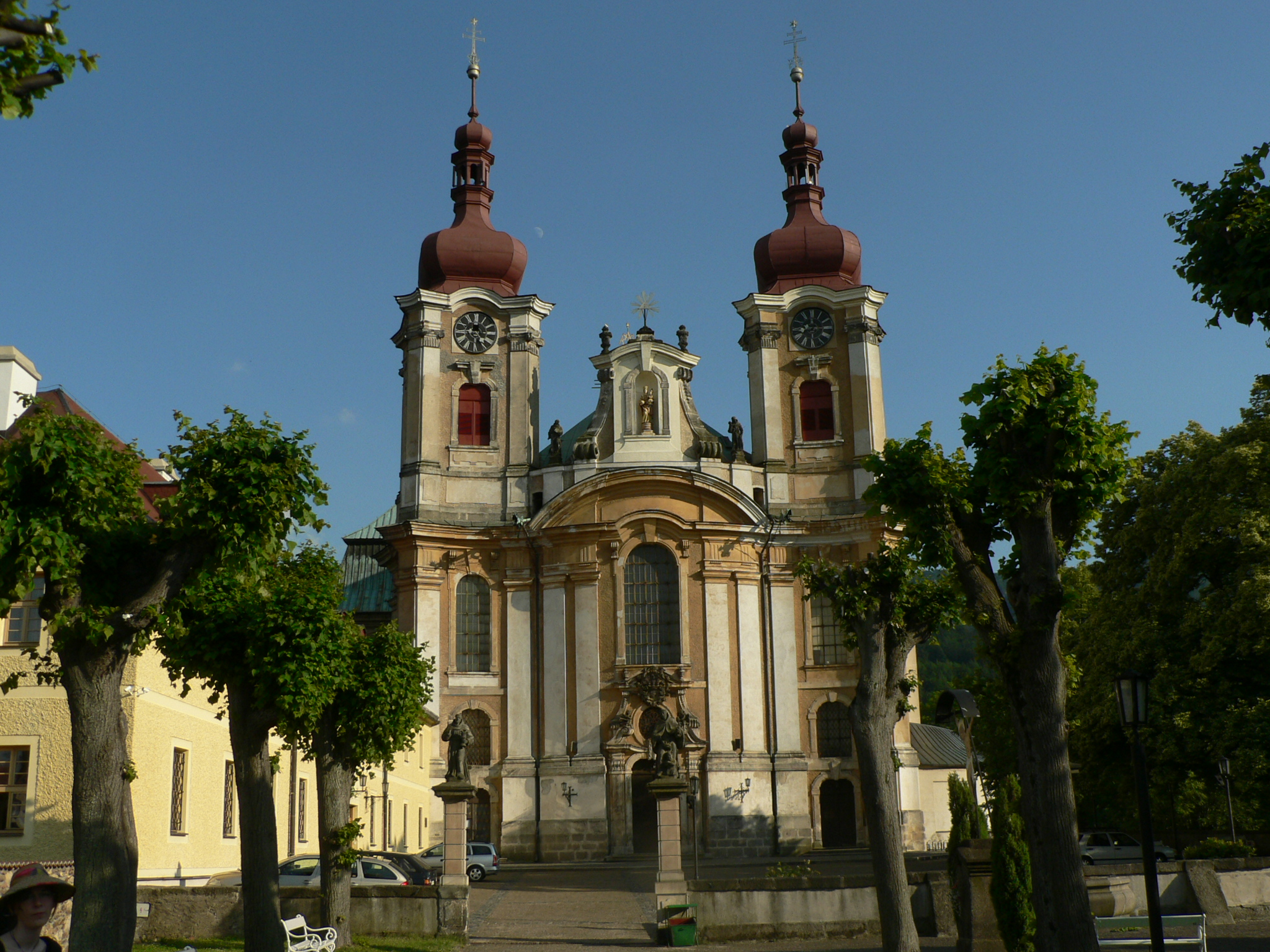
Kostel Navštívení Panny Marie v Hejnicích
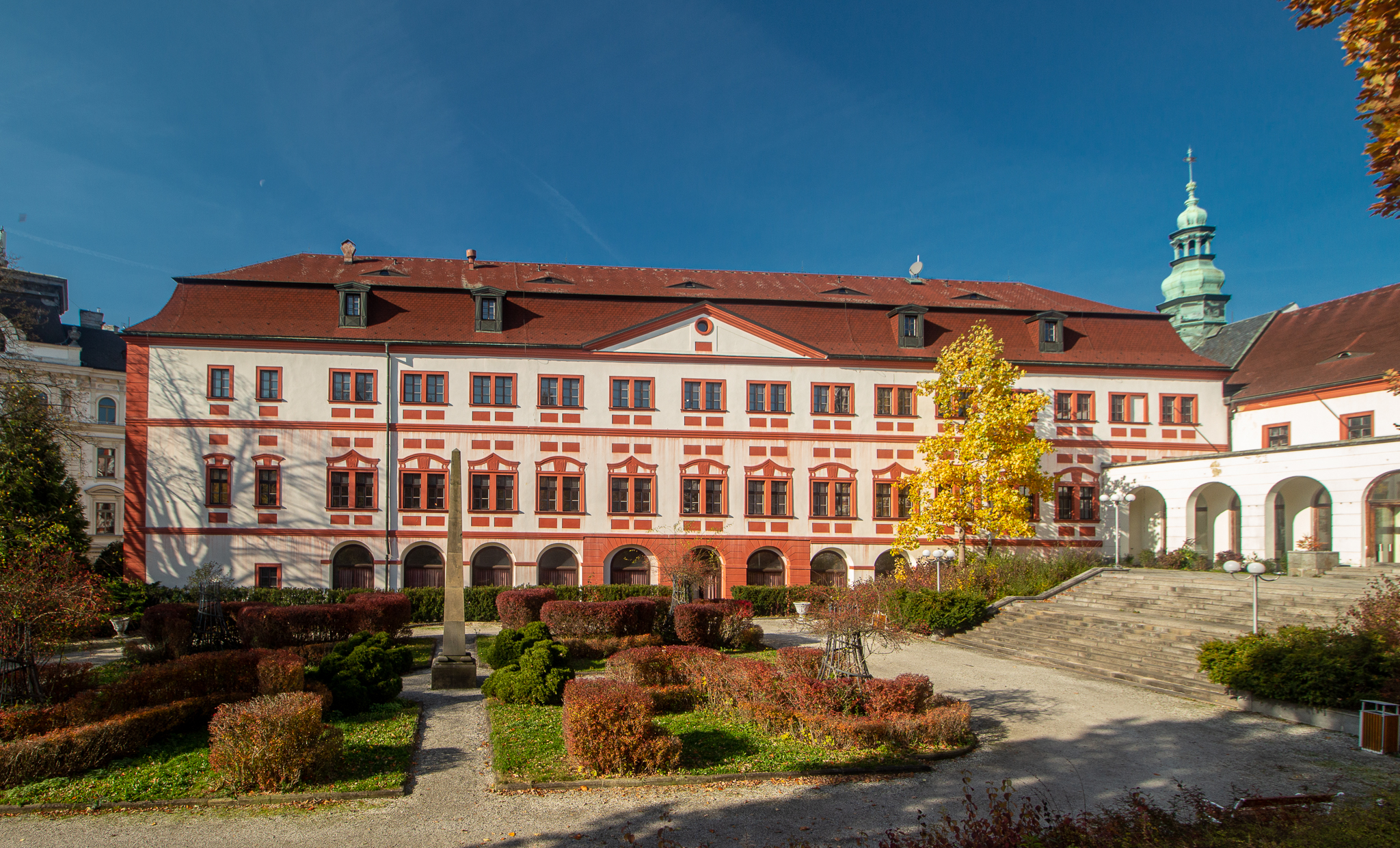
Zámek Liberec
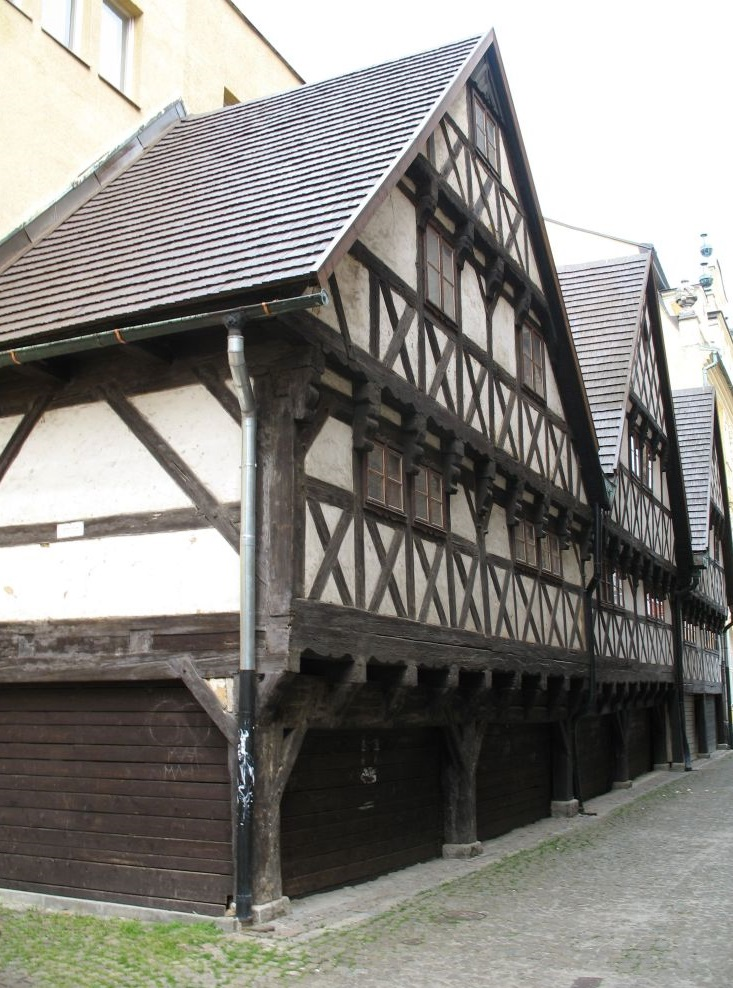
Tzv. Valdštejnské domky, řemeslnická obydlí v Liberci zřízená na náklad Františka Ferdinanda z Gallasu
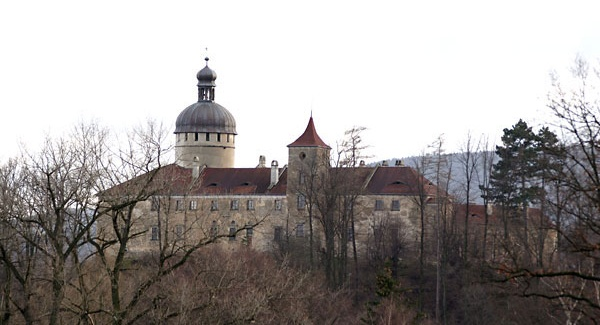
Hrad Grabštejn
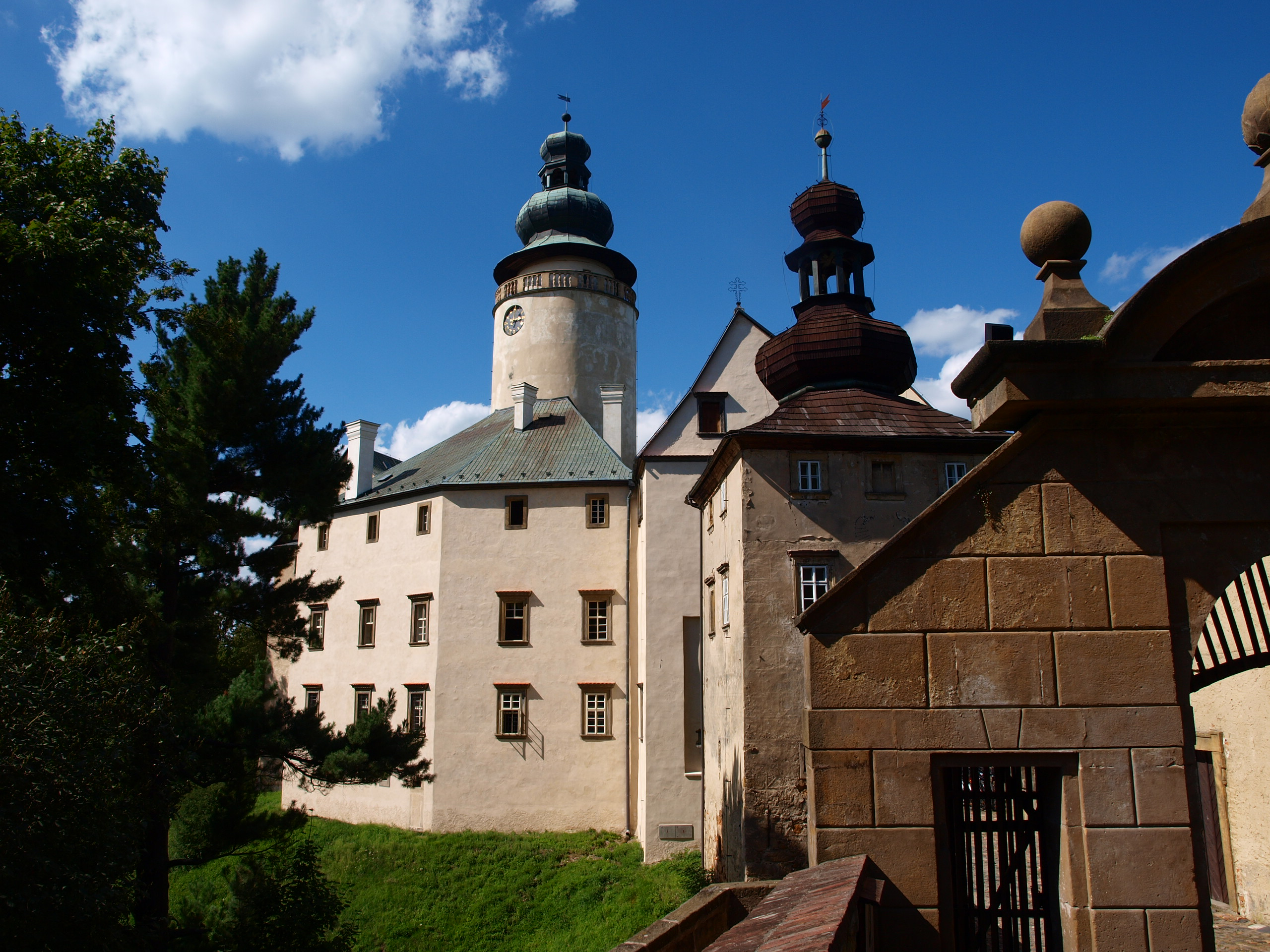
Zámek Lemberk
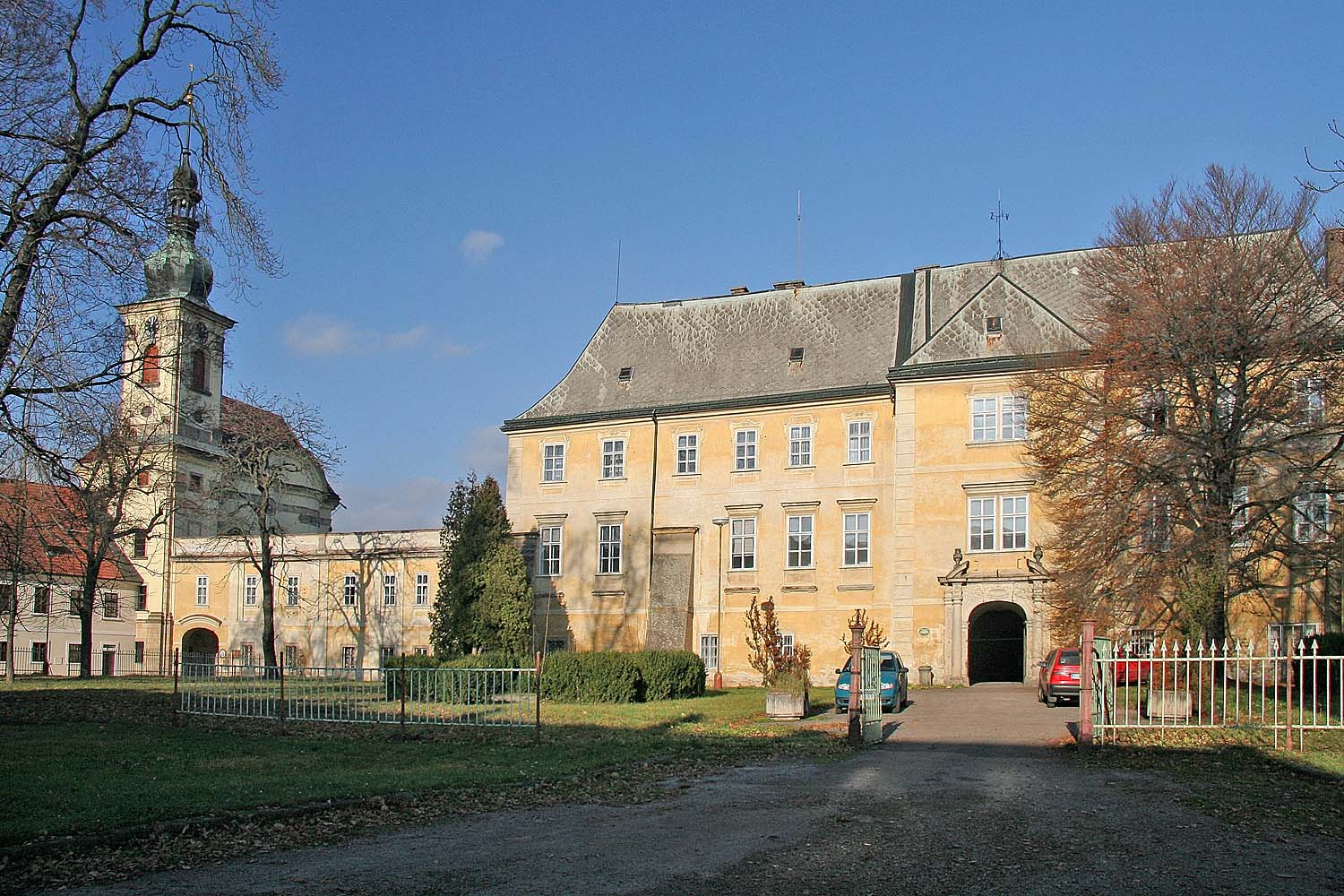
Zámek ve Smiřicích
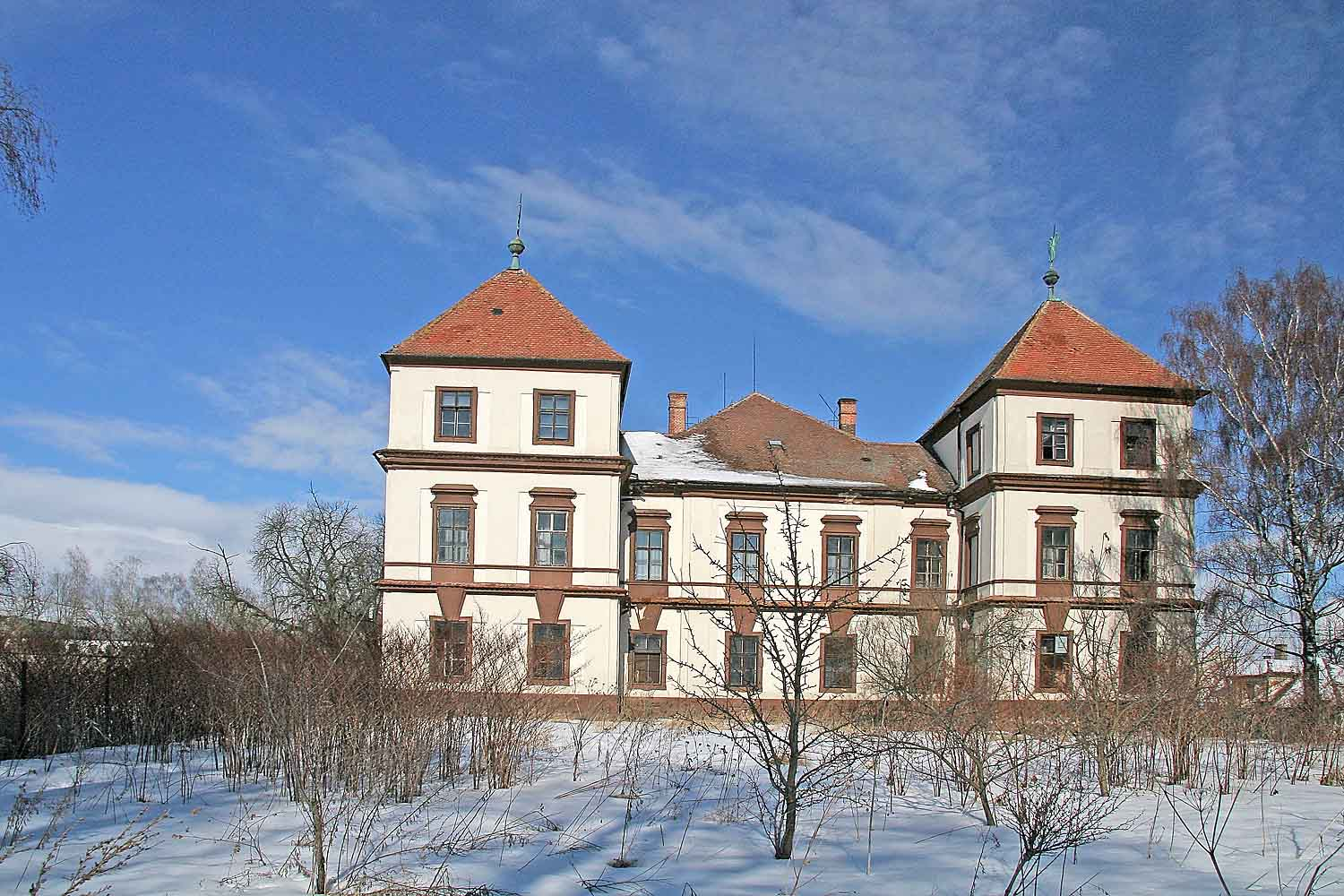
Zámek v Hořiněvsi
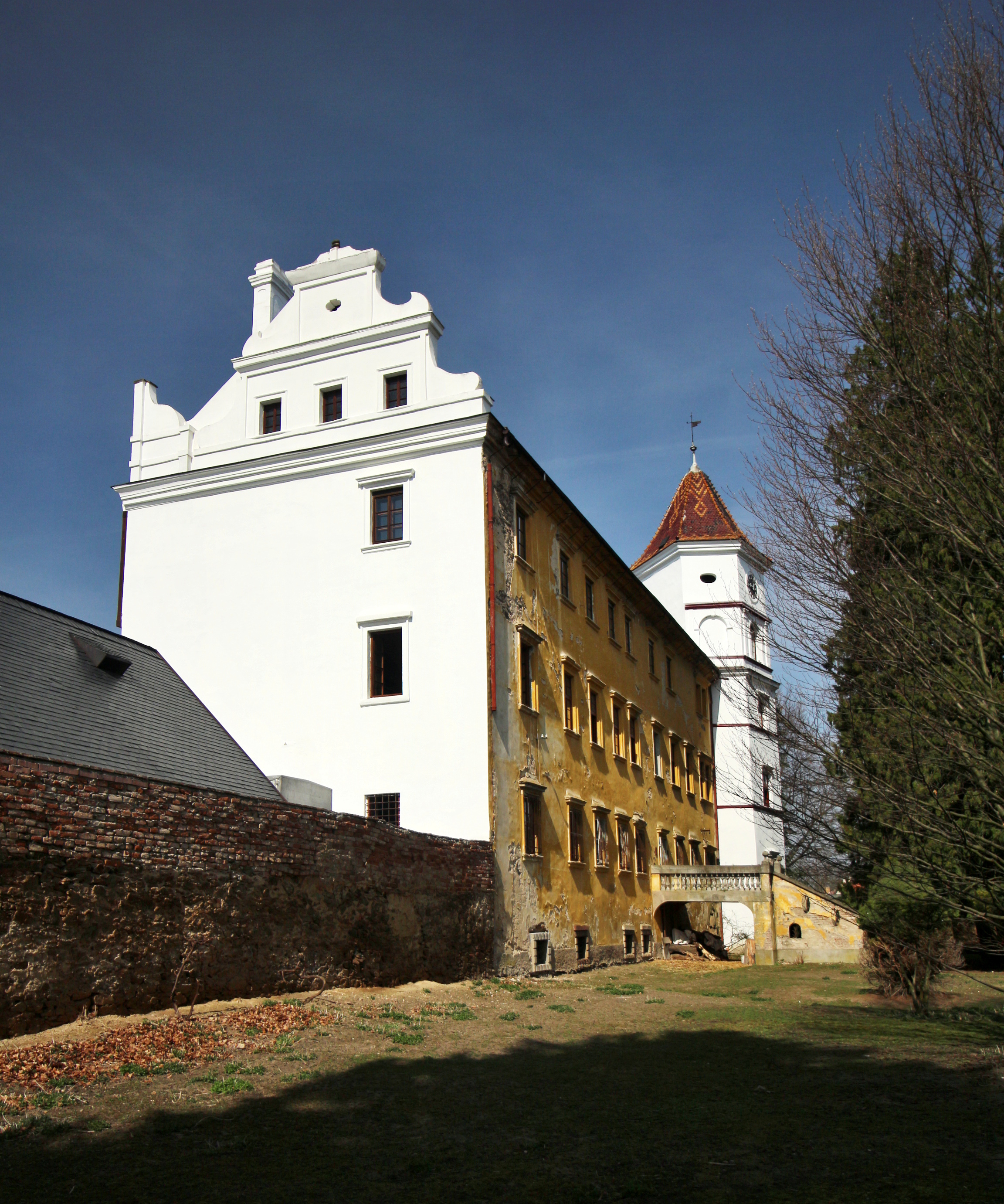
Zámek Radim
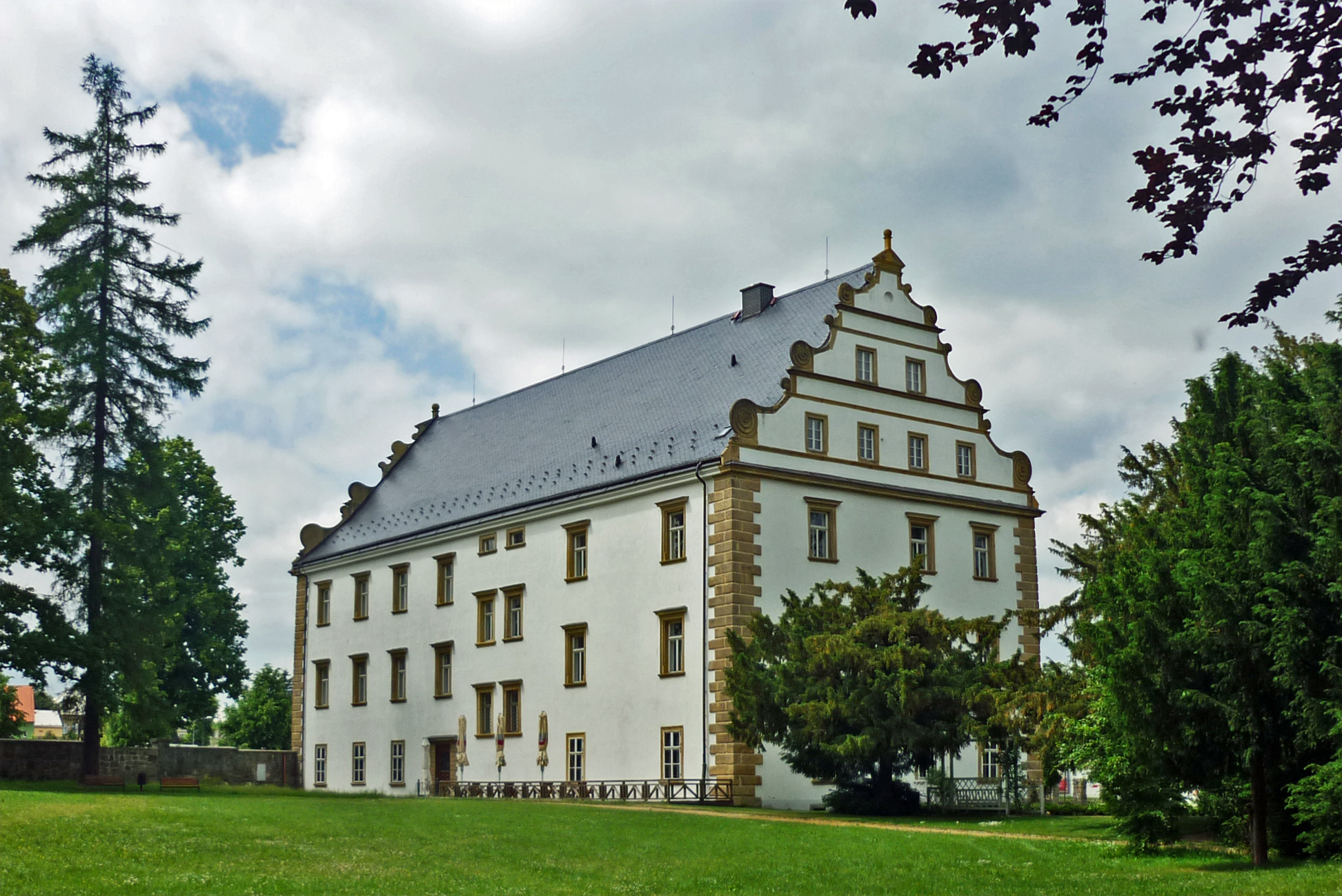
Šluknovský zámek
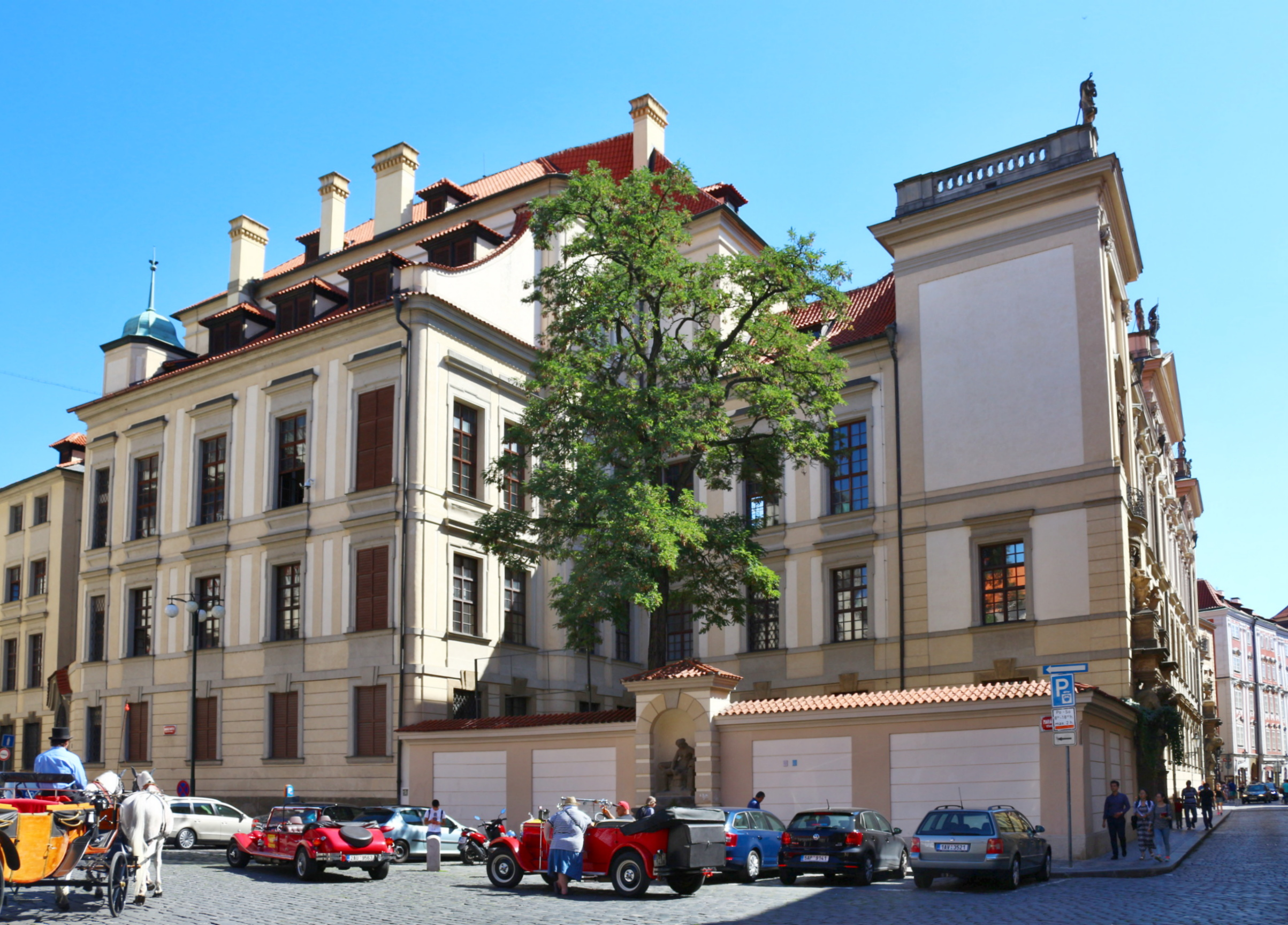
Clam-gallasovský palác v Praze
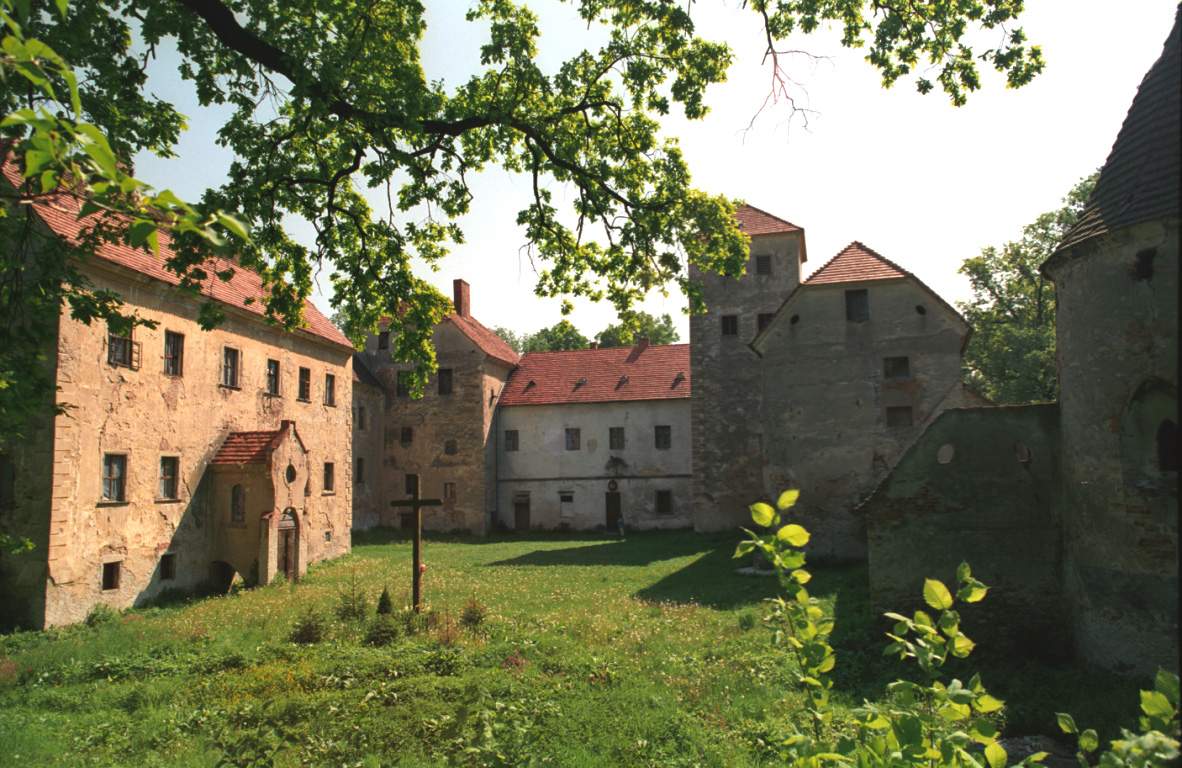
Zámek Witostowice
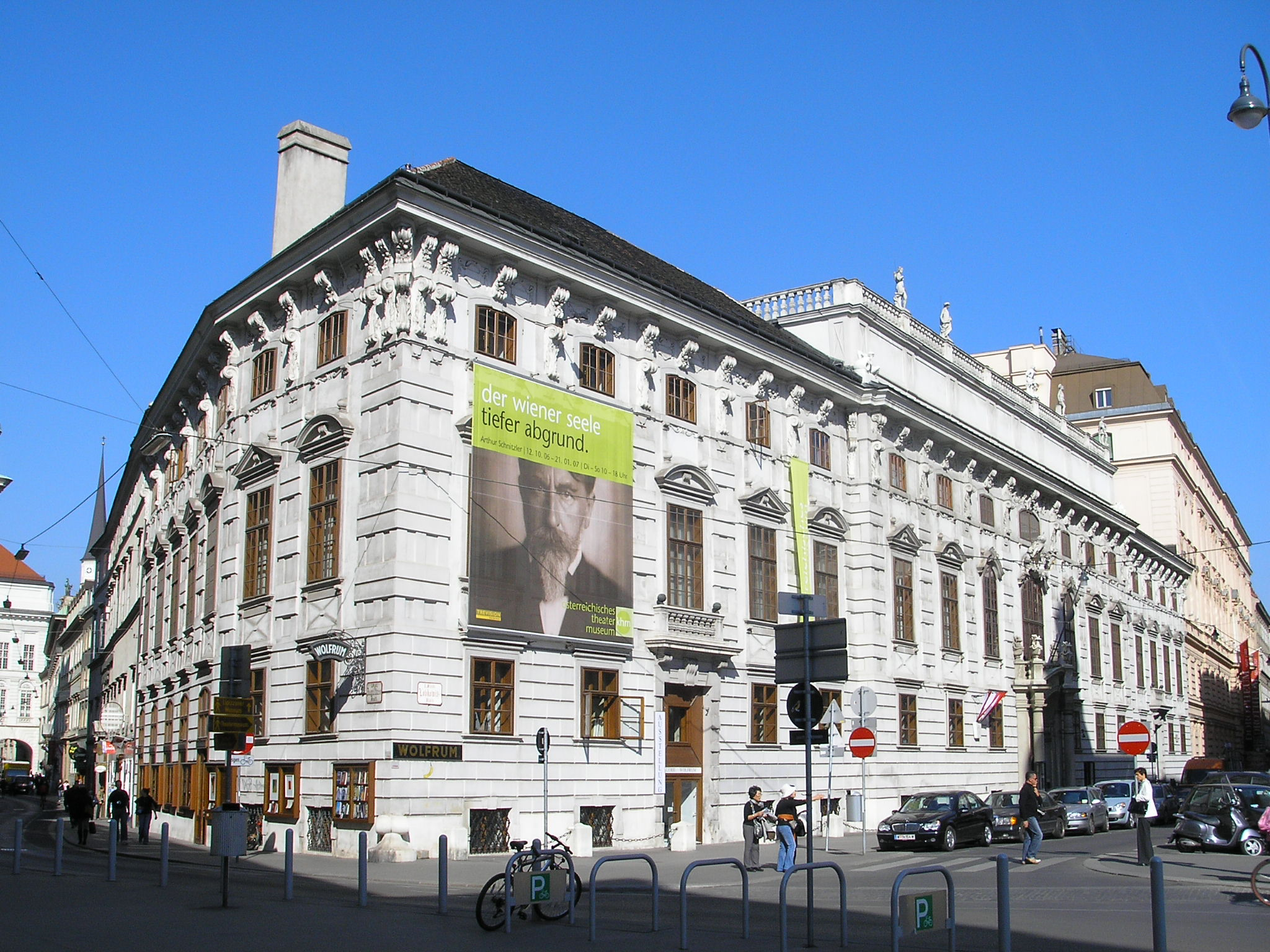
Bývalý rodový palác ve Vídni, později přestavěný
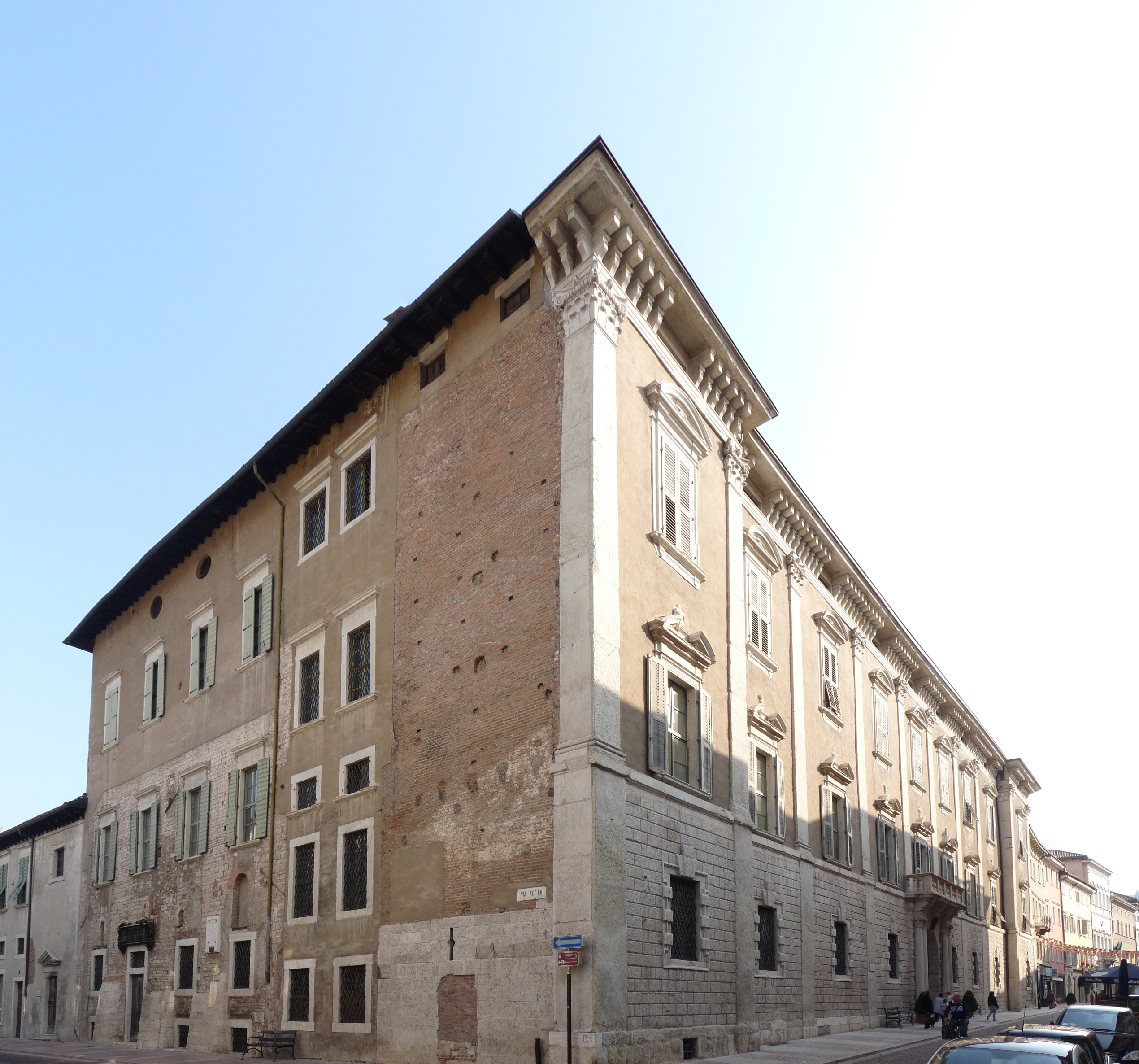
Gallasovský palác v Tridentu
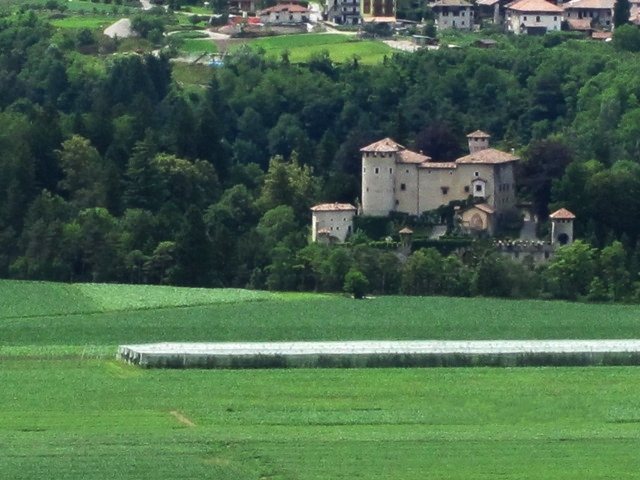
Hrad v Castel Campo
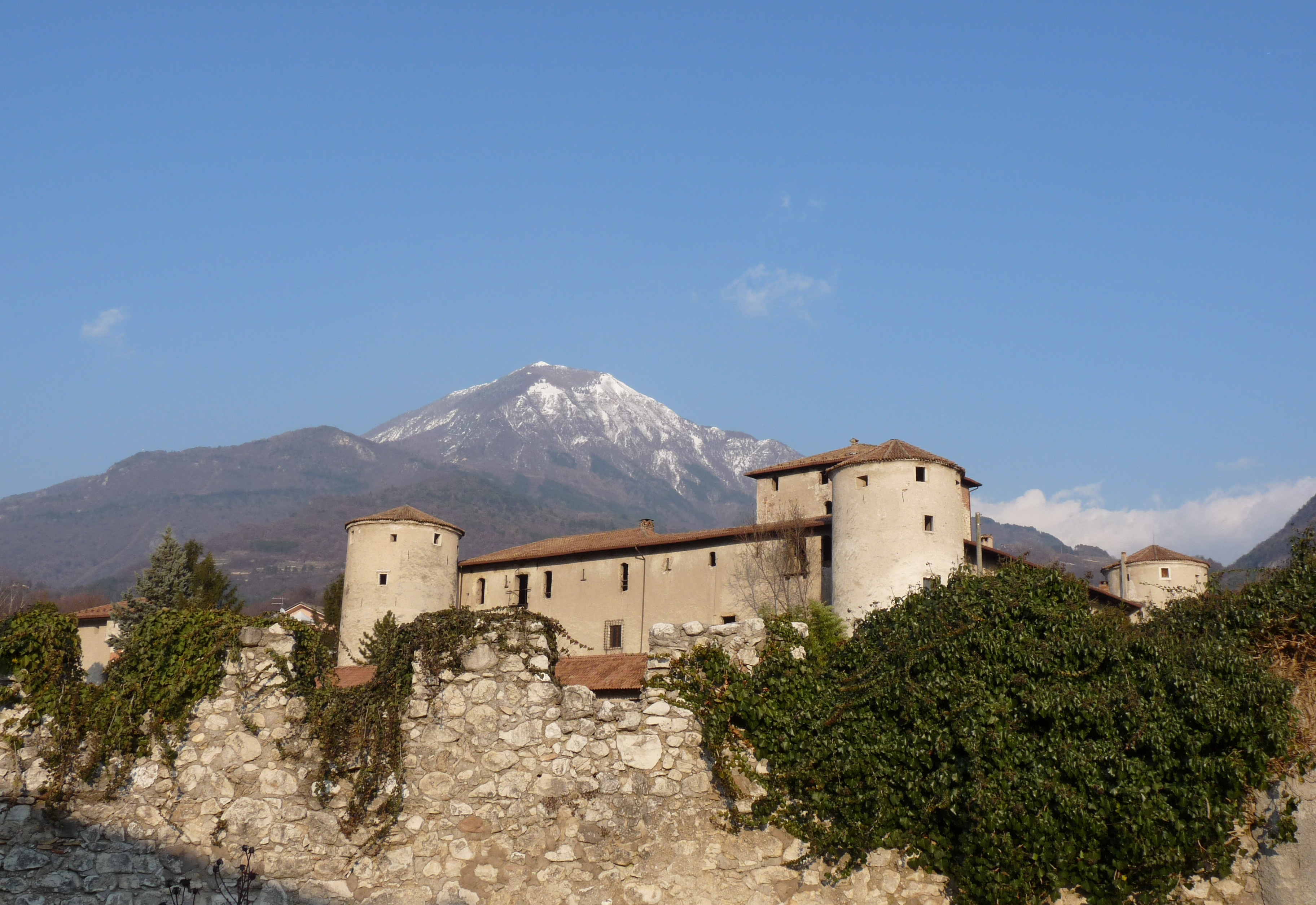
Hrad Torre Franca v Mattarellu
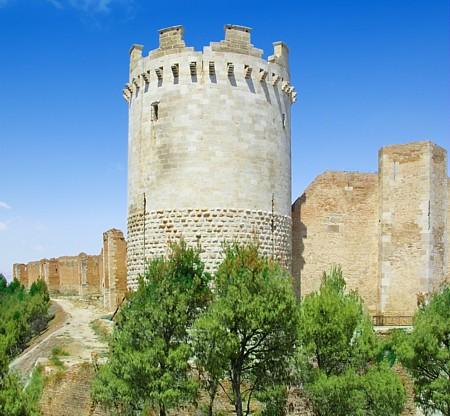
Hrad v Luceře postavený Fridrichem II. Štaufským

## Příbuzenstvo
Spříznili se s Ditrichštejny, Harrachy, Lodrony, Gašíny z Rosenbergu, Bruntálskými z Vrbna, pány z Martinic, Mansfeldy a rody Arco a Colonna-Fels